# Dan Monti
Dan Monti também conhecido pelo seu nome artístico Del Rey Brewer, é um músico, compositor, produtor e engenheiro que já trabalhou com bandas como Metallica, Slayer e Guns N' Roses. A maior parte de seu trabalho foi em conjunto com Buckethead, com quem também excursionou como baixista.

## Carreira Musical
Monti é um guitarrista e baixista, frequentemente adiciona linhas de baixo nos álbuns de Buckethead. Ele também é o guitarrista da banda de apoio de Serj Tankian The Flying Cunts of Chaos. Dan e seus companheiros de banda estão no estúdio gravando o álbum de estréia da banda The F.C.C. ainda sem data de lançamento. A banda lançou o primeiro single intitulado "Daysheet Blues" no iTunes. Ele também é um dos vocalistas da banda.

## Carreira de produtor
Monti foi creditado em muitos álbuns na sua carreira, o primeiro foi Bucketheadland 2 em 2003. Desde estão ele passou a produzir muitos álbuns de Buckethead. Ele também é creditado em muitos desses álbuns como baixista, co-escritor e também pela mixagem. Monti também contribuiu para álbuns de renome com os da carreira solo de Serj Tankian. Ele também é listado como "engenheiro adicional" ou como "engenheiro assistente" no recente álbum do Guns N' Roses Chinese Democracy, que também contou com Buckethead, bem como foi creditado pela edição digital do álbum Death Magnetic do Metallica e no álbum do Slayer World Painted Blood.